# Résolution 692 du Conseil de sécurité des Nations unies
Membres permanents
- Chine
- États-Unis
- France
- Royaume-Uni
- Russie

Membres non permanents
- Autriche
- Belgique
- Côte d'Ivoire
- Cuba
- Équateur
- Inde
- Roumanie
- Yémen
- Zaïre
- Zimbabwe

Résolution no 691 Résolution no 693
La résolution 692 du Conseil de sécurité des Nations Unies, adoptée le 20 mai 1991, après avoir rappelé les résolutions 674 (1990), 686 (1991) et 687 (1991), ainsi que le rapport du Secrétaire général, a décidé de créer un Fonds et une Commission d'indemnisation des Nations Unies pour traiter les demandes d'indemnisation résultant de l'invasion du Koweït par l'Irak, qui a ensuite conduit à la guerre du Golfe. 
Le Conseil de sécurité a également décidé que le Conseil d'administration de la Commission serait situé à Genève, qu'il travaillerait à la mise en œuvre des parties pertinentes de la résolution 687 (1991) et qu'il demanderait aux États membres de coopérer avec lui. Il a également été demandé au Conseil d'administration de faire rapport dès que possible sur les mécanismes permettant de déterminer la contribution de l'Irak à la commission, notant que si l'Irak refuse de coopérer avec le Conseil d'administration, le Conseil de sécurité pourrait maintenir l'interdiction d'importer du pétrole en provenance d'Irak.
La résolution 692 a été adoptée par 14 voix contre zéro, avec une abstention de Cuba.
La Commission d'indemnisation, un organe subsidiaire du Conseil de sécurité, a versé 52,4 millards de dollars américains en réparation en trente années d'existence, financé par une taxe sur les exportations de pétrole et de produits pétroliers irakiens dont le taux était fixé par la Commission. Elle a traité 3 millions de demande jusqu'à sa dissolution par le Conseil de sécurité le 22 février 2022.

## Voir également
- Guerre du Golfe
- Invasion du Koweït
- Relations entre l'Irak et le Koweït